# Pycnoplinthus
Pycnoplinthus là chi thực vật có hoa trong họ Cải.